# Tetrapetalum
Tetrapetalum es un género de plantas fanerógamas  perteneciente a la familia de las anonáceas son nativas de Borneo.

## Taxonomía
El género fue descrito por Friedrich Anton Wilhelm Miquel y publicado en Annales Museum Botanicum Lugduno-Batavi 2: 1. 1865.  La especie tipo es: Tetrapetalum volubile

### Especies
Se reconocen tres especiess
- Tetrapetalum borneense
- Tetrapetalum lambirense
- Tetrapetalum volubile